# لوسيا فيرتشايلد فاولر
لوسيا فيرتشايلد فاولر (بالإنجليزية: Lucia Fairchild Fuller)‏ هي رسامة أمريكية، ولدت في 6 ديسمبر 1872 في بوسطن في الولايات المتحدة، وتوفيت في 20 مايو 1924 في ماديسون في الولايات المتحدة.